# Зильс (озеро)
Зильс или Зи́льзерзе (нем. Silsersee, романш. Lej da Segl) — высокогорное озеро в Верхнем Энгадине, кантон Граубюнден, округ Малоя, коммуны Брегалья и Зильс-им-Энгадин, Швейцария. Его имя происходит от названия расположенного на его берегу деревни Зильс.
Озеро Зильс является самым юго-западным в цепи трёх крупных озёр Верхнего Энгадина.

## Туризм и отдых
Озеро Зильс является популярным у виндсерфингистов, яхтсменов и кайтеров, благодаря устойчивым ветрам, дующим с перевала Малоя.
Озеро Зильс является самым высокогорным из европейских озёр, на которых осуществляется коммерческое судоходство.

## Фридрих Ницше на озере Зильс
Известный немецкий философ Фридрих Ницше в первый раз посетил озеро Зильс в июле 1881 года и провёл там семь лет до 1888 года в деревне Зильс Мария (нем. Sils Maria), где он снимал комнату на втором этаже в доме семьи Дуриш (нем. Durisch). Там он написал ряд своих произведений, в том числе часть книги «Так говорил Заратустра». В настоящее время дом, в котором он проживал, называется Ницше-Хаус (нем. Nietzsche-Haus), и в нём расположен музей, экспозиция которого включает оригиналы рукописей, писем и первых изданий книг Ницше.
В северо-восточной части озера расположен лесистый полуостров Часте (Chasté), на котором установлена памятная табличка в честь Фридриха Ницше с цитатой из его книги «Так говорил Заратустра».

## Галерея

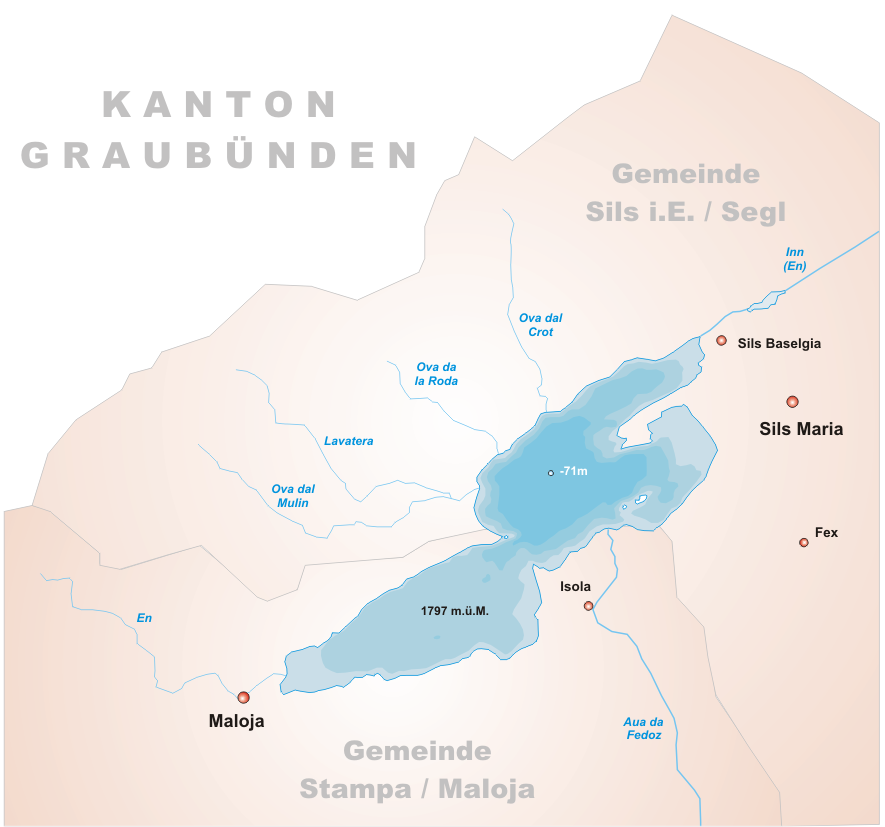
Карта озера
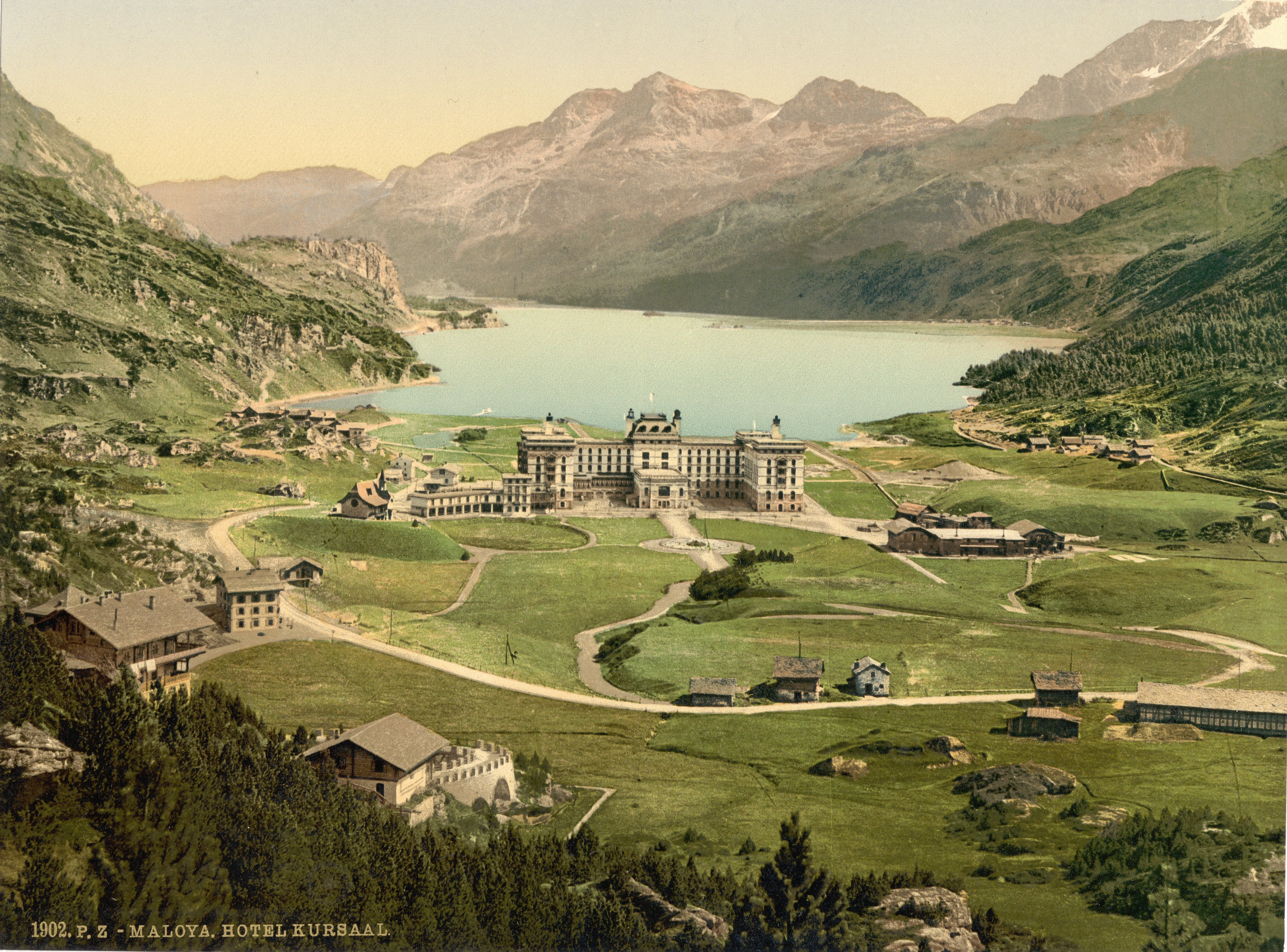
Деревня Малоя и озеро Зильс в 1902 год
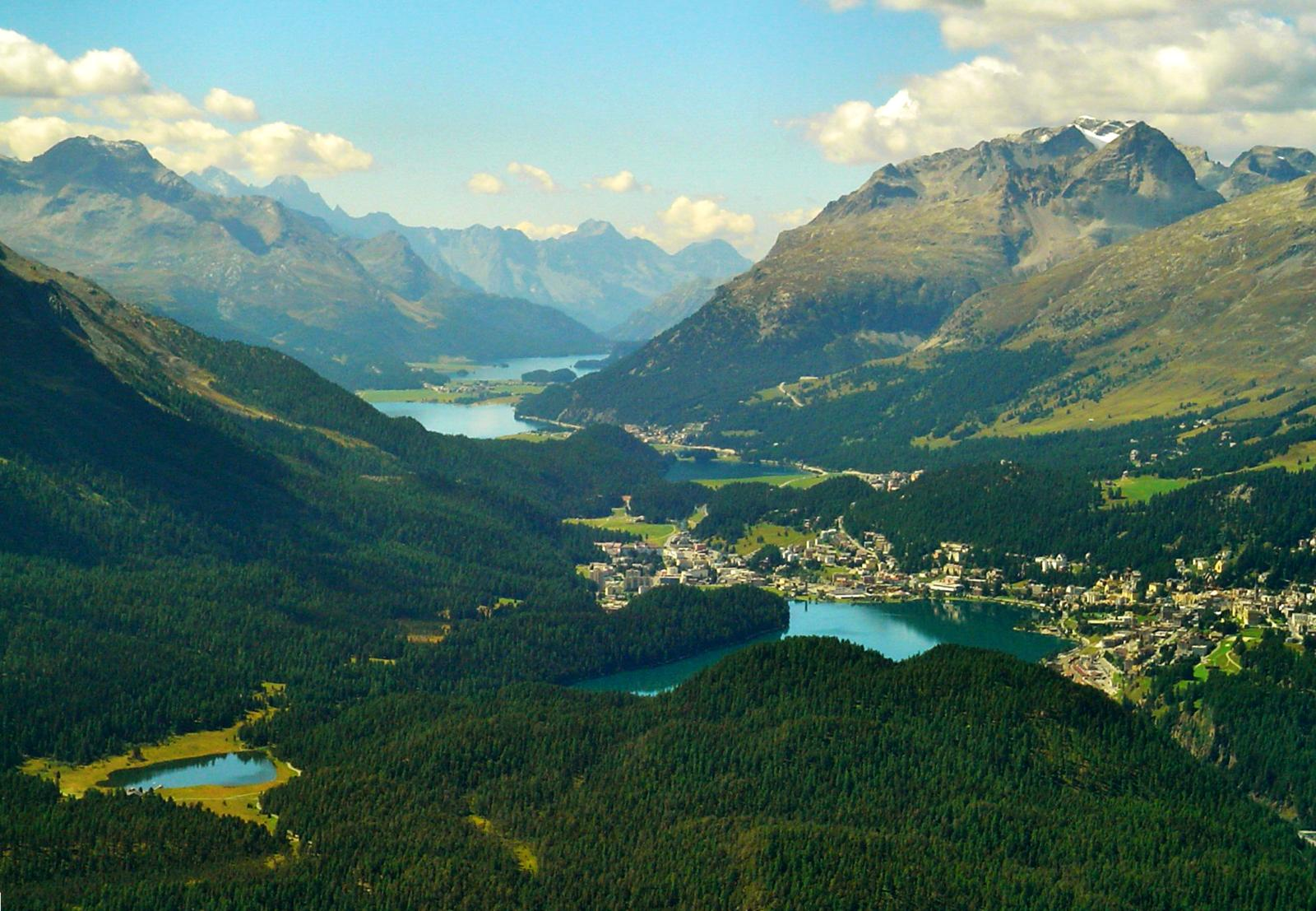
Озеро Зильс (на заднем плане), озеро Сильваплана (в центре) и озеро Санкт-Мориц
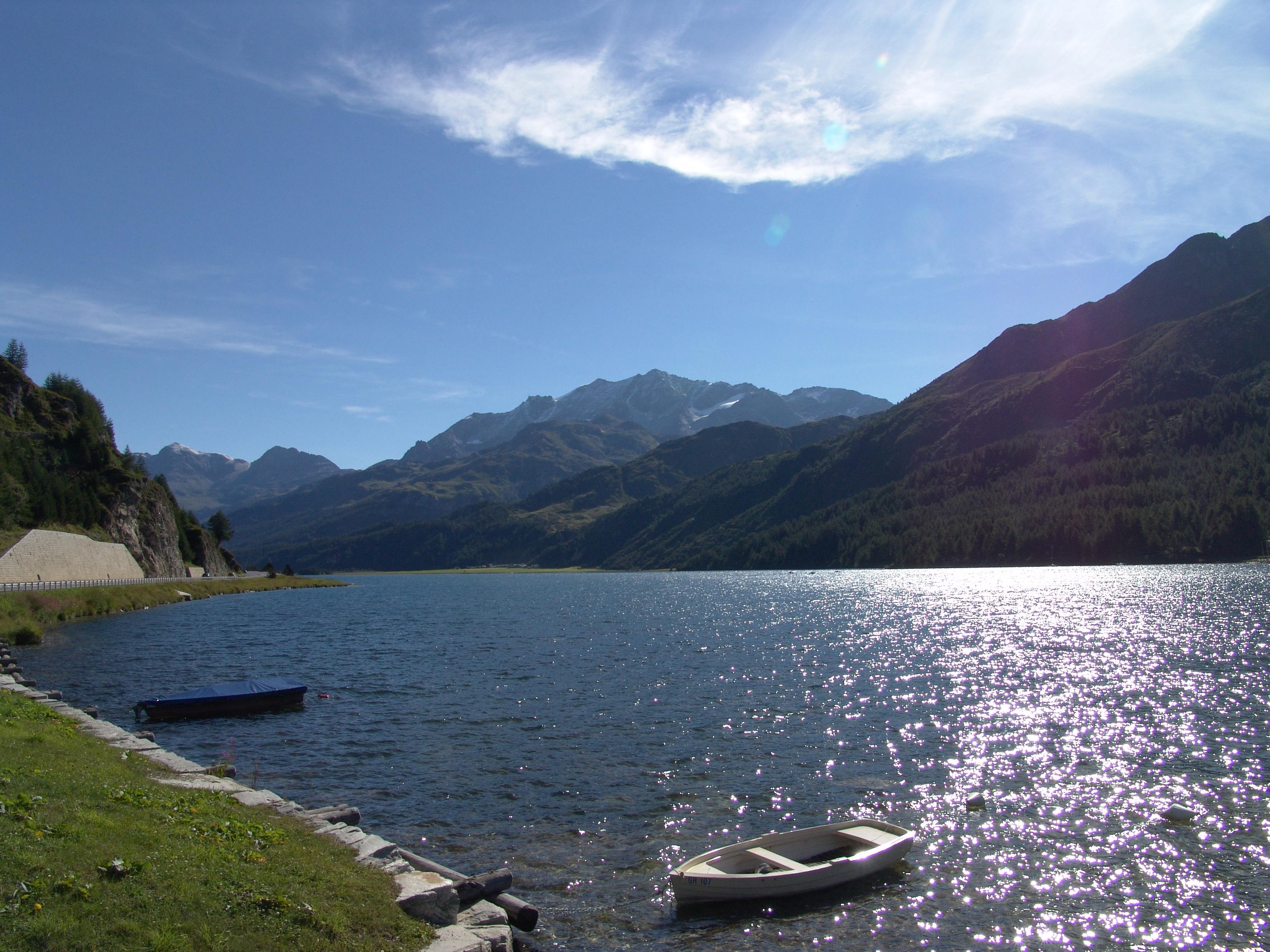
Вид от деревни Малоя на озеро Зильс